# Grande Cometa

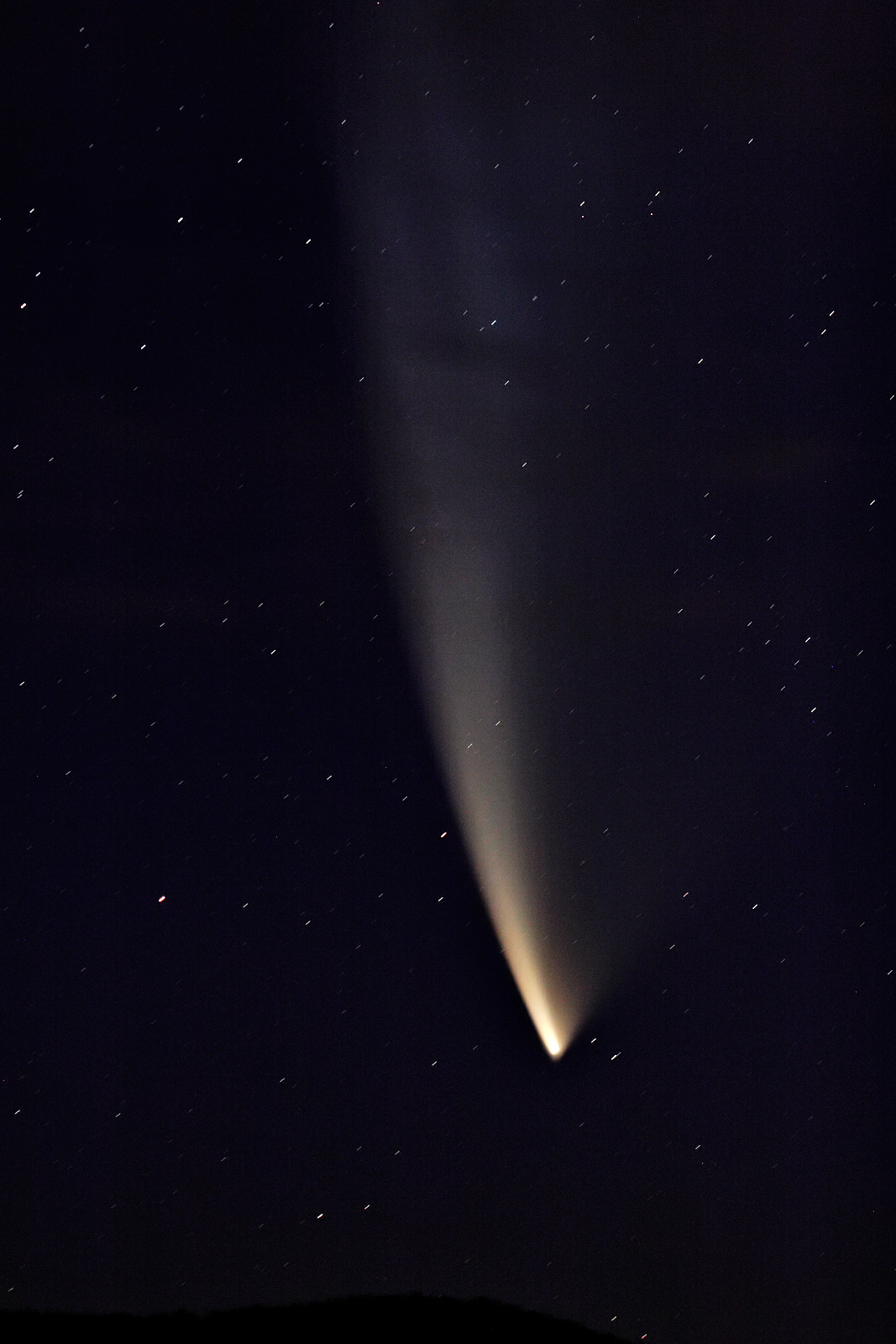
La Grande Cometa McNaught del 2007

Si indica con Grande Cometa una cometa divenuta particolarmente brillante e spettacolare. Sebbene le comete siano ufficialmente nominate dal nome dello scopritore, ci si riferisce ad alcune di esse come alla Grande Cometa dell'... anno in cui è stata la più brillante.

## Caratteristiche
Perché una cometa possa essere detta grande deve essere visibile ad occhio nudo e raggiungere una buona notorietà anche al di fuori della comunità astronomica. Le comete, in gran parte, attraversano il sistema solare interno senza essere notate da altri se non dagli astronomi perché generalmente non raggiungono la luminosità necessaria perché siano visibili ad occhio nudo. Occasionalmente una cometa può raggiungere la luminosità necessaria perché ciò accada, ancora più raramente può raggiungere o superare in luminosità le stelle più brillanti. I documenti storici registrano circa 900 comete osservate ad occhio nudo. Lo studioso Donald Yeomans ha redatto un elenco delle grandi comete analizzando gli avvistamenti dall'antichità ad oggi. Delle 73 comete presenti nell'elenco 16 raggiunsero una magnitudine integrata negativa e 16 ebbero una coda più lunga di 50°.
La luminosità massima raggiunta da una cometa dipende principalmente da tre fattori:
- dimensione e grado di attività del nucleo: i passaggi ripetuti al perielio, depauperano il nucleo cometario di materiali volatili, riducendone il grado di attività;
- distanza dal Sole al perielio: la luminosità di un corpo che brilla di luce riflessa è inversamente proporzionale al quadrato della sua distanza dal sole. Nel caso di una cometa c'è da tener conto dell'attività del nucleo e la luminosità è approssimativamente inversamente proporzionale al cubo della distanza dal sole, così se la distanza si dimezza, la cometa presenterà una luminosità otto volte superiore. Ogni cometa che raggiunga una distanza inferiore a 0.5 UA ha l'opportunità di diventare una Grande Cometa.
- distanza dalla Terra: perché una cometa possa diventare spettacolare per un osservatore terrestre, deve transitare nella vicinanze del nostro pianeta. La Cometa di Halley, per esempio, è abitualmente molto luminosa quando attraversa il sistema solare interno ogni 76 anni. Ma il punto più vicino alla Terra raggiunto durante il suo avvicinamento del 1986 fu sufficientemente distante da renderla decisamente non spettacolare, sebbene ancora visibile ad occhio nudo.

Affinché una cometa sia spettacolare, è condizione sufficiente, ma non necessaria, che soddisfi tutte e tre le condizioni sovraesposte. La Cometa Hale-Bopp, ad esempio, aveva un nucleo eccezionalmente largo e attivo, ma non si avvicinò molto al Sole. Ciò nonostante la sua apparizione nel 1997 incuriosì l'opinione pubblica che la seguì con interesse.  Similmente, la Cometa Hyakutake aveva un nucleo relativamente piccolo, ma fu assai luminosa perché nel 1996 transitò molto vicina alla Terra.

## Grandi Comete recenti
Le Grandi Comete degli ultimi due secoli sono incluse nella lista seguente:

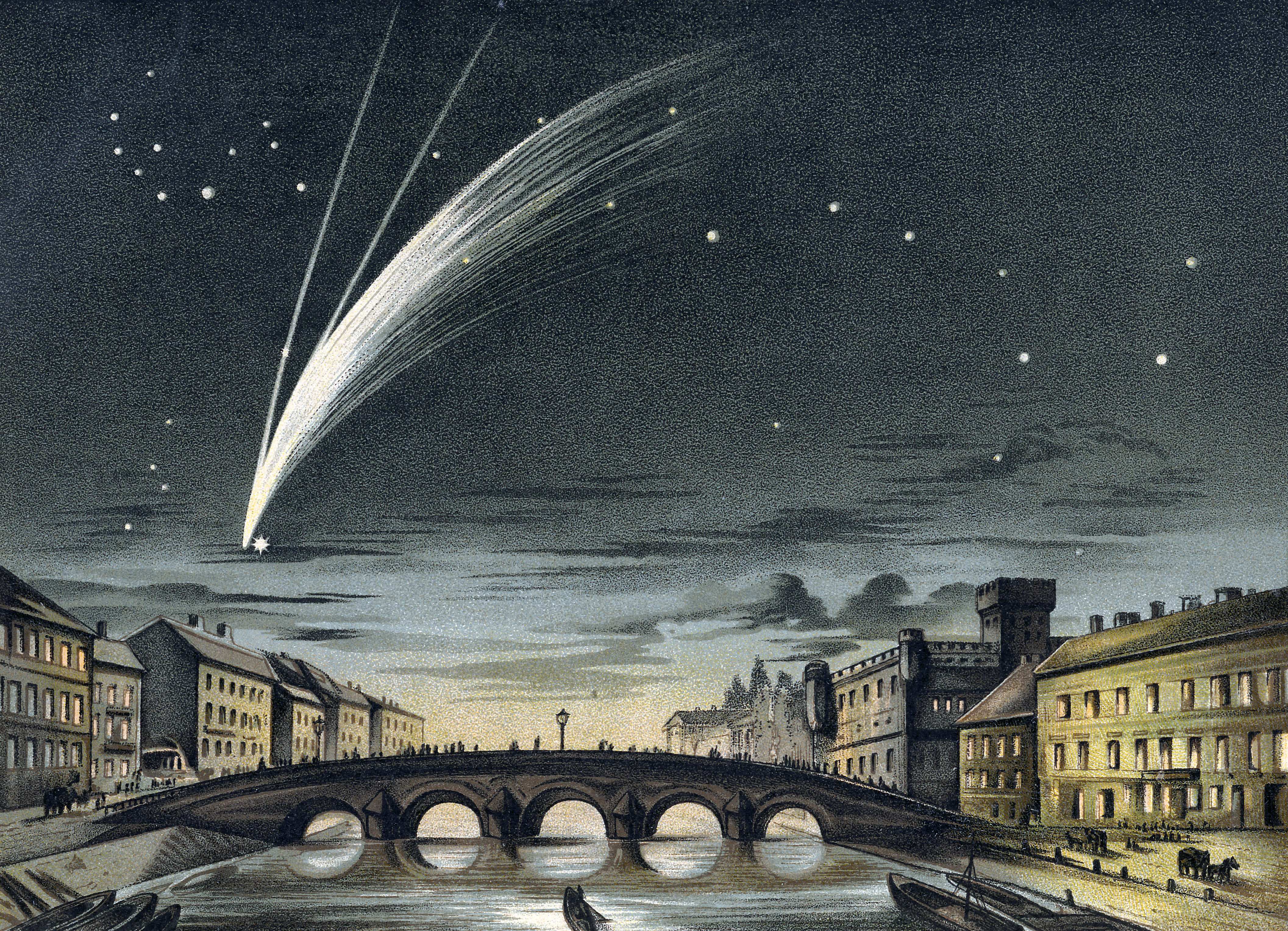
la Grande Cometa Donati del 1858

- C/1811 F1, la Grande Cometa del 1811
- C/1843 D1, la Grande Cometa del 1843
- C/1854 F1, la Grande Cometa del 1854
- Cometa Donati, la Grande Cometa del 1858
- C/1861 J1, la Grande Cometa del 1861
- C/1882 R1, la Grande Cometa del 1882
- Cometa di Halley - 1910
- Cometa Daylight, la Grande Cometa del 1910, visibile anche in pieno giorno
- Cometa Skjellerup-Maristany, la Grande Cometa del 1927
- Cometa Arend-Roland, la Grande Cometa del 1957
- C/1962 C1 Seki-Lines - 1962
- Cometa Ikeya-Seki, la Grande Cometa del 1965
- C/1969 Y1 Bennett, la prima Grande Cometa del 1970
- Cometa West - 1976
- Cometa Hyakutake - 1996
- Cometa Hale-Bopp - 1997
- Cometa McNaught - 2007

Le Grandi Comete più antiche delle precedenti sono incluse nella lista seguente:
- C/390 Q1, la Grande Cometa del 390
- X/1106 C1, la Grande Cometa del 1106
- C/1132 T1, la Grande Cometa del 1132
- C/1402 D1, la Grande Cometa del 1402
- C/1471 Y1, la Grande Cometa del 1471-72
- C/1532 R1, la Grande Cometa del 1532
- C/1556 D1, la Grande Cometa del 1566
- C/1577 V1, la Grande Cometa del 1577
- C/1664 W1, la Grande Cometa del 1664
- C/1665 F1, la Grande Cometa del 1665
- C/1680 V1, la Grande Cometa del 1680
- C/1743 X1, la Grande Cometa del 1744